# Perthois
Der Perthois ist eine historische Landschaft in der Champagne in Frankreich. Er bildet eine fruchtbare dreieckförmige Ebene, die im Süden von der Landschaft des Pays du Der und im Norden von den Argonnen begrenzt wird. Als Hauptort des Perthois wird Vitry-le-François angesehen.

## Lage
Der Perthois liegt zwischen Saint-Dizier und Vitry-le-François und erstreckt sich über 416 km².

## Bevölkerung
Die Landschaft zählt rund 15.000 Einwohner.

## Wirtschaft
Im Perthois spielt der großflächige Getreideanbau eine wichtige Rolle, daneben die Rinderzucht.

## Verkehr
Der Perthois wird von der Route nationale 4 (Paris – Nancy), den Eisenbahnlinien Paris – Straßburg und Lille – Dijon sowie vom Canal de la Marne au Rhin und vom Canal entre Champagne et Bourgogne durchzogen.

## Geschichte
Die Ebene hat sich im Holozän herausgebildet. Der Name der Landschaft wird auf Perthes, in merowingischer Zeit Hauptort des pagus Pertenosis, jetzt eine Gemeinde im Département Haute-Marne, zurückgeführt, der sich von der gallischen Göttin Perta ableiten soll. Seit dem 18. Jahrhundert bildet der Perthois keine administrative Einheit.